# Leucopogon cucullatus
Leucopogon cucullatus är en ljungväxtart som beskrevs av Robert Brown. Leucopogon cucullatus ingår i släktet Leucopogon och familjen ljungväxter. Inga underarter finns listade i Catalogue of Life.